# Чарне-Блото (Куявсько-Поморське воєводство)
Чарне-Блото (пол. Czarne Błoto, нім. Schwarzbruch) — село в Польщі, у гміні Злавесь-Велика Торунського повіту Куявсько-Поморського воєводства.
Населення — 662 особи (2011).
У 1975-1998 роках село належало до Торунського воєводства.

## Демографія
Демографічна структура станом на 31 березня 2011 року:
|          | Загалом | Допрацездатний вік | Працездатний вік | Постпрацездатний вік |
| -------- | ------- | ------------------ | ---------------- | -------------------- |
| Чоловіки | 311     | 80                 | 215              | 16                   |
| Жінки    | 351     | 102                | 212              | 37                   |
| Разом    | 662     | 182                | 427              | 53                   |